# ارنستو برامبیلا
ارنستو «تینو» برامبیلا (ایتالیایی: Ernesto "Tino" Brambilla؛ زادهٔ ۳۱ ژانویهٔ ۱۹۳۴ در مونتزا - درگذشته ۳ اوت ۲۰۲۰ در مونتزا) رانندهٔ سابق مسابقات اتومبیل‌رانی اهل ایتالیا بود که در فصل ۱۹۶۳، و دوباره در فصل ۱۹۶۹ در مجموع در دو گراند پری از مسابقات جهانی فرمول یک شرکت کرد، اما موفق به کسب هیچ امتیازی نشد.